# أحادي اللون

لون أحادي اللون: عادة ما تنتج أجهزة الرؤية الليلية صورًا أحادية اللون

الضوء الأحادي اللون هو ضوء ذو موجة واحدة، وعملياً هو ضوء ذو حزمة ضوئية ضيقة. الجسم الأحادي اللون هو الجسم الذي تكون ألوانه مكونة من أطياف لون واحد، وتعرف الصور أحادية اللون بشكل عام بأنها صور التدرج الرمادي أو صور الأبيض والأسود.
أحادي اللون يُصف في اللوحات، الرسوم, التصاميم، والصور الفوتوغرافية التي لها لون واحد أو تدرجات من هذا اللون. الصورة أحادية اللون لها ألوان وتدرجات محدودة. الصور التي تحوي فقد تدرجات من الرمادي (قد تحوي أو لا تحوي الأبيض والأسود) تسمى صور ذات تدرج رمادي أو أسود و أبيض. لكن من ناحية علمية الضوء الأحادي اللون يشير إلى جزء صغير من الضوء المرئي (ابحث في اللون الطيفي).

## التطبيق
في الصور، يستخدم عادة مصطلح أحادي اللون ليشير إلى الأبيض والأسود أو التدرج الرمادي، ولكن يمكن استخدامه أيضا في الإشارة إلى تدرجات من لون واحد، مثل الأخضر والأسود أو الأخضر والأبيض.
في الحاسوب، أحادي اللون له معنيان:
- الأول وهو وجود لون واحد (معروف أيضا بالصورة ثنائية).
- والثاني وهو تدرجات من ذلك اللون، المعروف بالتدرج الرمادي.

في الحاسوب يمكن عرض أحادي اللون باستخدام لون واحد فقط، عادةً يكون أخضر, عنبري, أحمر، أبيض, أو تدرجات من ذلك اللون.
في الأفلام الفوتوغرافية، أحادي اللون يكون عادة في استخدام أفلام الأسود والأبيض. وهذا ما كان عليه الحال إلى أن اكتُشفت الأفلام الملونة في بداية القرن العشرين.
في التصوير الرقمي, يكون أحادي اللون يتكون من ظلال من اللون الأسود الذي تستقبله الكاميرا، أو بتحليل مسبق للون في الصورة لتمثل فقط السطوع الذي تستقبله الكاميرا وذلك عن طريق دمج قيم أكثر من قناة لون(عادة الأحمر، الأزرق, و الأخضر).
وفي بعض الأحيان يتم التركيز على قناة واحدة من الألوان وذلك لتحقيق نوع من الحس الجمالي والفني; في حالة اختيار اللون الأحمر فقط سيكون الأثر الناتج يشابه أثر استخدام مرشح أحمر على فلم بنكروماتي.
إذا أزلنا قناة اللون الأحمر ودمجنا تأثير القناة الزرقاء والخضراء عندها سيكون الناتج مشابهاً لما يعرف بالأرثوكروميك فلم أو استعمال فلير أزرق مع فيلم بنكروماتي. في النهاية يعطينا التدرج في استخدام القنوات المختلفة تنوع فني للصورة الأحادية اللون.
عند إنتاج الصورة ثلاثية الأبعاد يتم تحويل اللون إلى أحادي اللون وذلك لتبسيط عملية تحليل الصورة في الحاسوب.